# Mala Braina
Mala Braina (izvirno srbsko Мала Браина) je naselje v Srbiji, ki upravno spada pod Občino Medveđa; slednja pa je del Jablaniškega upravnega okraja.

## Demografija
V naselju živi 11 polnoletnih prebivalcev, pri čemer je njihova povprečna starost 43,0 let (45,8 pri moških in 40,6 pri ženskah). Naselje ima 4 gospodinjstev, pri čemer je povprečno število članov na gospodinjstvo 3,25.
Prebivalstvo je večinoma nehomogeno, a v času zadnjih treh popisov je opazno zmanjšanje števila prebivalcev.
|  |

| Demografija | Demografija     | Demografija     |
| Leto        | Št. prebivalcev | Št. prebivalcev |
| ----------- | --------------- | --------------- |
|             |                 |                 |
|             |                 |                 |
|             |                 |                 |
|             |                 |                 |
| 1948        | 109             |                 |
| 1953        | 115             |                 |
| 1961        | 110             |                 |
| 1971        | 79              |                 |
| 1981        | 62              |                 |
| 1991        | 34              | 34              |
| 2002        | 13              | 13              |
|             |                 |                 |

| Etnična sestava po popisu iz leta 2002 | Etnična sestava po popisu iz leta 2002 | Etnična sestava po popisu iz leta 2002 | Etnična sestava po popisu iz leta 2002 | Etnična sestava po popisu iz leta 2002 |
| -------------------------------------- | -------------------------------------- | -------------------------------------- | -------------------------------------- | -------------------------------------- |
| Črnogorci                              | Črnogorci                              |                                        | 8                                      | 61,53%                                 |
| Srbi                                   | Srbi                                   |                                        | 4                                      | 30,76%                                 |
| Albanci                                | Albanci                                |                                        | 1                                      | 7,69%                                  |
| Neznano                                | Neznano                                |                                        | 0                                      | 0,0%                                   |